# Nick Douglas
Nick Douglas (Camden, 31 agosto 1967) è un bassista statunitense.
Ha collaborato con diverse band come Chris Caffery, Cycle Sluts From Hell, Blaze, ed attualmente fa parte della formazione di Doro.

## Biografia
Nato a Camden (New Jersey), iniziò a suonare il basso a 13 anni per differenziarsi dagli altri ragazzini del suo quartiere che avevano optato per la chitarra.
La sua prima band importante furono i Deadly Blessing, collaborò all'incisione del loro primo demo e cd (Ascend from the Cauldron, 1988) ma dopo due anni decise di lasciare il gruppo per trasferirsi a New York. Dopo una brevissima esperienza coi Cyrcle Sluts from Hell, nel 1990 Nick entrò a far parte ufficialmente (e fu il primo dell'attuale formazione) della nuova band di Doro Pesch.
Nick collabora da diversi anni anche con altre band e musicisti. Nel 2005 ha partecipato al "Faces" tour di Chris Caffery, e alla fine dello stesso anno è tornato in contatto coi Deadly Blessing, inattivi da molto tempo, e ha collaborato alle canzoni del loro nuovo CD, ancora inedito.
Alla fine degli anni novanta, Nick ha iniziato a lavorare ad una propria produzione solista, componendo musica e testi di 12 brani rock che andranno a formare il suo primo disco, "Through the Pane", pubblicato poi da una casa di distribuzione indipendente nel 2001 e successivamente uscito nei negozi musicali di tutta Europa a fine 2006.
Attualmente Nick è impegnato in due tour, con Doro e Chris Caffery. Ha inoltre annunciato di voler pubblicare un nuovo cd solista, al quale si dedica assiduamente nelle brevi pause durante il tour.

## Discografia

### Con Doro

#### Album in studio
- Angels Never Die (1993)
- Love Me in Black (1998)
- Calling The Wild (2000)
- Fight (2002)
- Warrior Soul (2006)

#### Live
- Doro Live (1993)

#### Raccolte
- Classic Diamonds (2004)